# Dermanura
Dermanura és un gènere de ratpenats estenodermatins que engloba onze espècies. Anteriorment era considerat un subgènere d'Artibeus.

## Taxonomia
- Ratpenat frugívor d'Andersen (D. anderseni)
- Ratpenat frugívor asteca (D. azteca)
- Ratpenat frugívor de Bogotà (D. bogotensis)
- Ratpenat frugívor de Gervais (D. cinerea)
- Ratpenat frugívor glauc (D. glauca)
- Ratpenat frugívor gnom (D. gnoma)
- Ratpenat frugívor sud-americà pigmeu (D. phaeotis)
- Ratpenat frugívor lleonat (D. rava)
- Ratpenat frugívor de Rosenberg (D. rosenbergi)
- Ratpenat frugívor tolteca (D. tolteca)
- Ratpenat frugívor de Watson (D. watsoni)